# Herbert Frauenberger
Herbert Frauenberger (* 28. August 1952 in Tabarz im Thüringer Wald) ist ein deutscher Koch, Fernsehkoch und Sachbuchautor.

## Werdegang

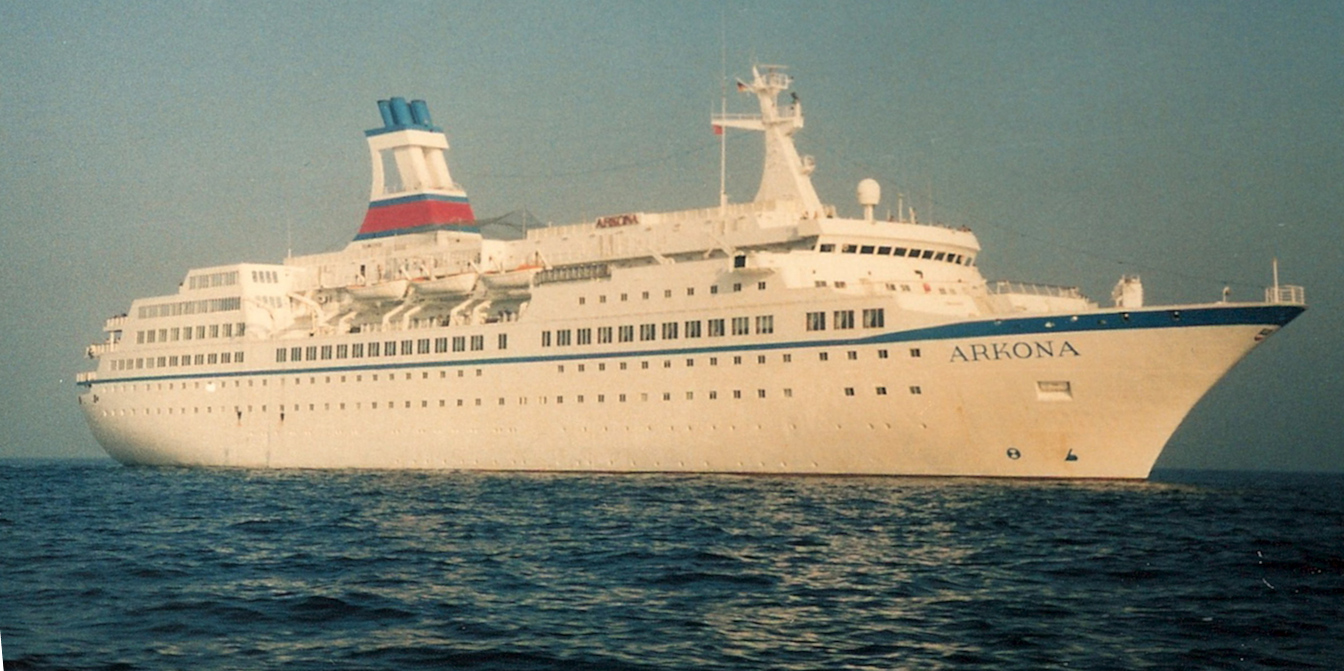
DDR-Luxusliner MS Arkona

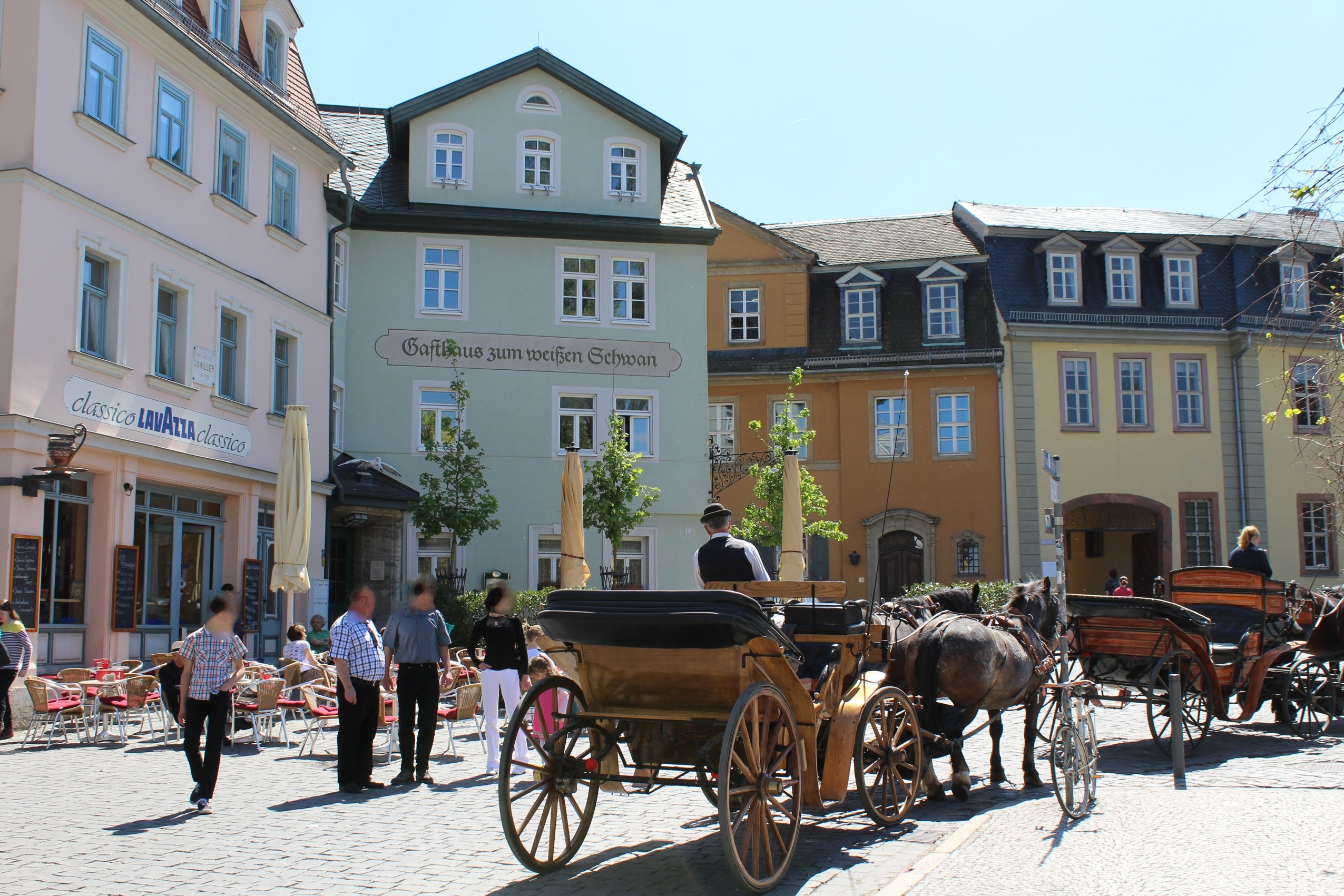
Goethes Stammlokal Gasthaus Zum weißen Schwan am Frauenplan in Weimar

Herbert Frauenberger besuchte von 1959 bis 1969 die Polytechnische Oberschule in Tabarz und erlangte dort die Mittlere Reife. Von 1969 bis 1971 absolvierte er eine Berufsausbildung zum Koch im Schlosshotel Reinhardsbrunn. Seinen Wehrdienst leistete er von 1971 bis 1973 bei den Kasernierten Einheiten der Bereitschaftspolizei in Erfurt. Von 1973 bis 1976 besuchte er die Hotelfachschule Leipzig mit dem Abschluss als Ökonom des Gaststätten- und Hotelwesens. 1977 wurde er Souschef im neueröffneten Fünf-Sterne-Hotel Metropol in Berlin an der Friedrichstraße. 1982 wurde er Chef de Cuisine im Hotel Metropol und übernahm zusätzlich die gastronomische Leitung des Internationalen Handelszentrums (IHZ) in Berlin. Von 1985 bis 1989 war Herbert Frauenberger der Chef-Gardemanager auf dem DDR-Luxusliner MS Arkona.
Nach der Wende übernahm er als Patron und Küchenchef Goethes Stammlokal, das Gasthaus zum weißen Schwan in Weimar. Hier bewirtete er unter anderem Willy Brandt und das japanische Kaiserpaar Akihito und Michiko.
Gemeinsam mit seiner Schwester Elisabeth Hügel führte er von 1995 bis 2002 das Hotel Frauenberger in seiner Heimatstadt Bad Tabarz.
Von 2002 bis Februar 2004 wirkte er als Patron im Hotel Goldener Loewe in Bad Köstritz. Im selben Jahr übernahm er die gastronomische Verantwortung im Wellnesshotel Wolffs Art Hotel in Weimar. Gemeinsam mit Marion Stropahl führte er von 2004 bis 2008 das Hotel Galleria Frauenberger in Eisenach.
Herbert Frauenberger ist seit 1991 Kolumnist für die  Thüringische Landeszeitung und seit 1994 Fernsehkoch beim Mitteldeutschen Rundfunk.
Seit August 2008 ist Herbert Frauenberger als Privatkoch mit eigener Erlebniskochschule in Ebenheim tätig.

## Veröffentlichungen
- seit 1991 – Monatliche Kolumne für die Thüringische Landeszeitung
- 1994 – Mein lieber Schwan : Rezepte & Cartoons Band 1 (gemeinsam mit Dietrich Bauer), ISBN 978-3-9803600-8-1
- 1995 – Mein lieber Schwan : Rezepte & Cartoons Band 2 (gemeinsam mit Dietrich Bauer), ISBN 978-3-9804123-8-4
- 1996 – Das Johann-Wolfgang-von-Goethe-Kochbuch (gemeinsam mit Werner Bockholt), ISBN 978-3-87716-866-0
- 2005 – Natürlich mit Senf! (gemeinsam mit Friederike Kislinger), ISBN 978-3-937981-12-3
- 2006 – Thüringer Küchenkalender 2007 (gemeinsam mit Sabrina Frauenberger), ISBN 978-3-937981-17-8
- 2017 – Ostdeutsche Gerichte mit Geschichte(n) : gekocht & erzählt von Herbert Frauenberger, ISBN 978-3-89798-513-1
- 2017 – Kleiner Küchen- und Restaurantknigge, ISBN 978-3-89798-530-8
- 2018 – Die Wetterküche : Jahreszeiten & Rezepte (gemeinsam mit Michaela Koschak), ISBN 978-3-89798-544-5
- 2019 – Die besten Rezepte aus Thüringen, ISBN 978-3-89798-555-1
- 2019 – Bockwurst. Einfach Kult!, ISBN 978-3-89798-573-5